# Алан Томпсон (веслувальник)
Алан Томпсон (англ. Alan Thompson; нар. 14 червня 1959, Гісборн) — новозеландський веслувальник на байдарках, дворазовий олімпійський чемпіон 1984 року, призер чемпіонатів світу.

## Кар'єра
Алан Томпсон народився 14 червня 1959 року в місті Гісборн.
На Олімпійських іграх 1980 року виступав як незалежний атлет у зв'язку з бойкотом ігор Новою Зеландією. У дайдарках-двійках його партнером був Джофф Вокер. Разом вони зайняли восьме місце на дистанції 1000 метрів, а на дистанції 500 метрів зупинилися у півфіналі.
У 1982 році виграв срібну нагороду чемпіонату світу на дистанції 500 метрів у складі байдарки-двійки разом з Полом Макдональдом. Окрім цього виграв ще одну срібну медаль у одиночному заїзді на 1000 метрів. Через рік на цій дистанції Томпсон став третім. На Олімпійських іграх 1984 року виграв заїзд на дистанції 1000 метрів, та став оліммпійським чемпіоном. Ще одне олімпійське золото він здобув у заїзді байдарок-четвірок на дистанції 1000 метрів (окрім Томпсона в складі екіпажу були: Фергюсон, Бремвелл та Макдональд).
На Олімпійських іграх 1988 року спортсмену не вдалося захистити титул олімпійського чемпіона у байдарках-одиночках на дистанції 1000 метрів, у фіналі він фінішував лише шостим.
Після завершення кар'єри працював у федерації веслування на байдарках та каное Нової Зеландії, а згодом очолив її.

## Виступи на Олімпійських іграх
| Олімпіада         | Дисципліна                     | Місце     |
| ----------------- | ------------------------------ | --------- |
| Москва 1980       | байдарки-двійки, 500 метрів    | 4 h3 r3/4 |
| Москва 1980       | байдарки-двійки, 1000 метрів   | 8         |
| Лос-Анджелес 1984 | байдарки-одиночки, 1000 метрів | 1         |
| Лос-Анджелес 1984 | байдарки-четвірки, 1000 метрів | 1         |
| Сеул 1988         | байдарки-одиночки, 1000 метрів | 6         |